# 高知県立中芸高等学校
高知県立中芸高等学校（こうちけんりつちゅうげいこうとうがっこう）は、高知県安芸郡田野町にある県立の高等学校。

## 沿革
- 1853年 - 土佐藩・安芸郡奉行所田野学館が現在の敷地内に開校。明治維新のおりに閉校した。
- 1948年（昭和23年）
  - 5月24日 - 田野町外五ヶ町村組合立高知県安芸郡中芸高等学校として開校（昼間定時制）。
  - 7月1日 - 高知県中芸高等学校と改称。創立記念日とする。
- 1949年（昭和24年）9月1日 - 高知県立安芸高等学校中芸分教場となる。
- 1950年 （昭和25年）3月31日 - 現校名高知県立中芸高等学校になる（全日制普通科）。
- 2006年（平成18年）4月1日  - 多部制単位制に改編。